# روی مور (دوچرخه‌سوار)
روی مور (انگلیسی: Roy Moore؛ زادهٔ ‍۱۹۳۲) دوچرخه‌سوار اهل استرالیا است. وی در بازی‌های المپیک تابستانی ۱۹۵۶ شرکت کرده است.